# Michael Feygin
Michael Feygin (* 1. Februar 1975 in Charkiw) ist ein Schach-Großmeister, der bis 2005 für den Schachverband seines Geburtslandes Ukraine spielte und seitdem dem Deutschen Schachbund angehört.

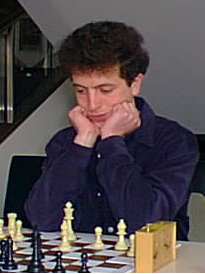
Feygin, Dortmund 1998

Bei den Dortmunder Schachtagen 1998 spielte er im Open A und belegte hinter Dirk Poldauf den geteilten zweiten Platz mit Aivars Gipslis und Ludger Keitlinghaus.
Er wurde 1995 FIDE-Meister, ein Jahr später Internationaler Meister und im Januar 2013 von der FIDE zum Großmeister ernannt. Die Großmeisternormen erzielte er beim European Club Cup 2007 in Antalya, in der belgischen Mannschaftsmeisterschaft 2009/10 und in der Schachbundesliga 2011/12.
Michael Feygin spielt seit 2010 in der Schachbundesliga für den SV Mülheim-Nord, nachdem er zuvor in der Saison 2000/01 für den SC Gelsenkirchen sowie in den Spielzeiten 2008/09 und 2009/10 für den SK Turm Emsdetten antrat. 
Darüber hinaus ist er in der belgischen Mannschaftsmeisterschaft (Interclubs) für den Verein KSK Rochade Eupen-Kelmis aktiv, in der niederländischen Mannschaftsmeisterschaft (Meesterklasse) spielte er von 1999 bis 2011 für den Verein ESGOO Enschede und seit 2018 für En Passant Bunschoten-Spakenburg. 
Mit dem KSK Rochade Eupen-Kelmis nahm er viermal am European Club Cup teil und erreichte 2007 das beste Ergebnis am zweiten Brett.